# Sportklub Niederösterreich Sankt Pölten 2014-2015

## Stagione

### Rosa
| N. |                    | Ruolo | Calciatore        |
| -- | ------------------ | ----- | ----------------- |
| 1  | Austria (bandiera) | P     | Christoph Riegler |
| 2  | Austria (bandiera) | C     | Sebastian Punz    |
| 3  | Austria (bandiera) | D     | Michael Huber     |
| 4  | Austria (bandiera) | C     | Peter Brandl      |
| 5  | Polonia (bandiera) | D     | Tomasz Wisio      |
| 6  | Spagna (bandiera)  | C     | David Parada      |
| 8  | Austria (bandiera) | C     | Michael Ambichl   |
| 10 | Austria (bandiera) | A     | Mario Ebenhofer   |
| 11 | Brasile (bandiera) | C     | Sandro            |
| 12 | Spagna (bandiera)  | A     | Daniel Segovia    |
| 13 | Austria (bandiera) | C     | Lukas Thürauer    |
| 15 | Austria (bandiera) | D     | Martin Grasegger  |
| 16 | Austria (bandiera) | C     | Patrick Schagerl  |
| 17 | Austria (bandiera) | C     | Bernhard Fucik    |

| N. |                    | Ruolo | Calciatore       |
| -- | ------------------ | ----- | ---------------- |
| 18 | Austria (bandiera) | C     | Sebastian Starkl |
| 19 | Austria (bandiera) | C     | Manuel Hartl     |
| 21 | Austria (bandiera) | A     | Jannick Schiby   |
| 22 | Austria (bandiera) | C     | Michael Drga     |
| 23 | Austria (bandiera) | D     | Marcel Holzmann  |
| 24 | Austria (bandiera) | C     | David Oberortner |
| 25 | Austria (bandiera) | D     | Andreas Dober    |
| 26 | Austria (bandiera) | C     | Oliver Markoutz  |
| 27 | Austria (bandiera) | D     | Christian Hayden |
| 28 | Austria (bandiera) | C     | Mario Mosböck    |
| 29 | Austria (bandiera) | D     | David Stec       |
| 32 | Austria (bandiera) | P     | Lukas Schwaiger  |
| 33 | Austria (bandiera) | A     | Sebastian Drga   |
| 99 | Austria (bandiera) | P     | Patrick Kostner  |